# Siria Fenicia
Siria Fenicia (en latín: Siria Phoenice; griego koiné: ἡ Φοινίκη Συρία, romanizado: hē Phoinī́kē Syría) fue una provincia romana creada oficialmente en 194, a partir de los territorios de la provincia romana de Siria, abarcando la región histórica de Fenicia. 
Después del 400 se dividió nuevamente entre las provincias de Fenicia (Phoenice), propiamente dicha, o Fenicia Paralia (Phoenice Paralia, 'Fenicia costera') y Fenicia Libanensis, una organización administrativa que duró hasta la conquista musulmana del Levante por el califato ortodoxo en la década de 630.

## Historia

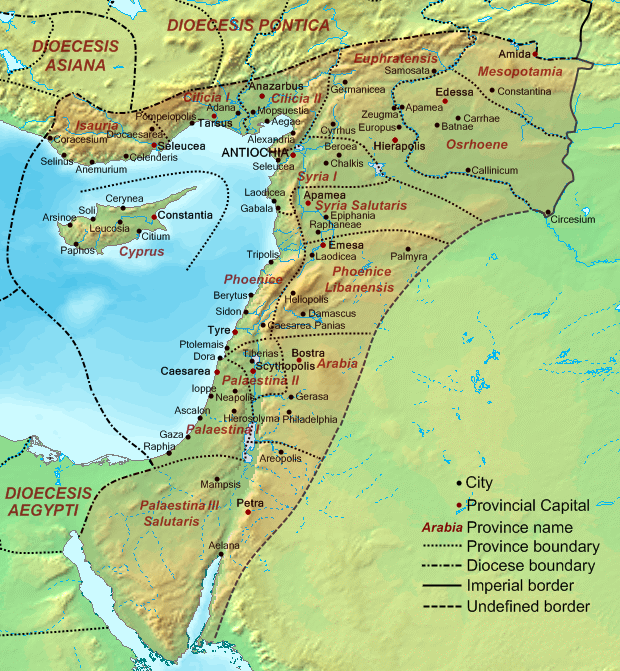
Mapa de la diócesis de Oriente con sus provincias, según consta en el Notitia Dignitatum, c. 400.

Fenicia quedó bajo el dominio de la República romana en el 64 a. C., cuando Pompeyo creó la provincia de Siria. Con la excepción de un breve período en 36-30 a. C., cuando Marco Antonio entregó la región al Egipto ptolemaico, Fenicia siguió siendo parte de la provincia de Siria desde entonces. Parece ser que el emperador Adriano (r. 117-138) consideró una división de la demasiado grande provincia siria en 123-124, pero no fue hasta poco después de c. 194 cuando Septimio Severo (r. 193-211) realmente dividió la provincia en Coele Siria (Celesiria) en el norte y Siria Fenicia en el sur. Tiro se convirtió en la capital de la nueva provincia, pero el emperador Heliogábalo (r. 218-222) elevó a su natal Emesa a co-capital, y las dos ciudades rivalizaron entre sí como cabeza provincial hasta su división en el siglo IV.
Diocleciano (r. 284-305) separó el distrito de Batanea y lo incorporó a Arabia Pétrea, mientras que en algún momento antes del 328, cuando es mencionada en el Laterculus Veronensis, Constantino el Grande (r. 306-337) creó la nueva provincia de Augusta Libanensis a partir de la mitad oriental de la antigua provincia, abarcando el territorio al este del monte Líbano.

### Fenicia Prima y Fenicia Libanensis
La provincia creada por Constantino duró poco, pero formó la base de la nueva división de Fenicia en c. 400 en Fenicia I (Fenicia Prima) o Fenicia Paralia (griego: Φοινίκη Παραλία), y Fenicia II o Fenicia Libanensis (Φοινίκη Λιβανησία), con Tiro y Emesa como sus respectivas capitales. En la Notitia dignitatum, escrita poco después de la división, Febicia I está gobernada por un consularis, mientras que la Libanensis lo estaba por un praeses, con ambas provincias bajo la diócesis de Oriente. Esta división permaneció así hasta la conquista musulmana del Levante en la década de 630. Bajo el califato, la mayoría de las dos Fenicias pasaron a estar encuadradas bajo la región militar de Damasco o Yund Dimashq, con partes en el sur y el norte bajo la jurisdicción de las regiones militares de Jordania (Yund al-Urdunn) y Emesa (Yund de Homs) respectivamente.

## Administración eclesiástica
La administración eclesiástica fue paralela a la política, pero con algunas diferencias. El obispo de Tiro emergió como prelado preeminente de Fenicia a mediados del siglo III. Cuando la provincia se dividió en c. 400, Damasco, en lugar de Emesa, se convirtió en la metrópolis de Fenicia II. Ambas provincias pertenecían al patriarcado de Antioquía, con Damasco inicialmente superando en rango a Tiro, cuya posición también fue cuestionada brevemente por la sede de Berito en c. 450. Después de 480-1, sin embargo, el metropolitano de Tiro se auto estableció como el primero en precedencia (protótrono) de todos los metropolitanos sujetos a Antioquía.